# Mojang Studios
Mojang Studios (wcześniej jako Mojang Specifications oraz Mojang AB) – szwedzki producent gier komputerowych z siedzibą w Sztokholmie, odpowiedzialny m.in. za stworzenie Minecrafta.

## Historia
Spółka została założona w 2009 przez Markusa Perssona. W 2011 Mojang zdobył nagrodę March Mayhem 2011, rywalizując z takimi producentami gier komputerowych jak Valve Corporation czy BioWare.
15 września 2014 roku przedsiębiorstwo zostało zakupione przez Microsoft za 2,5 miliarda dolarów. W maju 2020 producent zmienił nazwę na Mojang Studios.

## Wyprodukowane gry
| Gra                | Data wydania      | Platforma |
| ------------------ | ----------------- | --- |
| Minecraft          | 18 listopada 2011 | Microsoft Windows, GNU/Linux, macOS, iOS, Android, Xbox 360, PlayStation 3, PlayStation 4, PlayStation Vita, Xbox One, Windows Phone, Wii U, Nintendo Switch, Nintendo 3DS |
| Scrolls            | 11 grudnia 2014   | Android |
| Cobalt             | 2 lutego 2016     | Microsoft Windows, Xbox 360, Xbox One |
| Minecraft Earth    | 12 grudnia 2019   | Android, iOS |
| Minecraft Dungeons | 26 maja 2020      | Windows, Xbox One, PlayStation 4, Nintendo Switch |
| Minecraft Legends  | 18 kwietnia 2023  | Windows, Nintendo Switch, PlayStation 5, Xbox Series, PlayStation 4, Xbox One                                                                                              |